# Élections législatives de 1997 dans le Lot
Les élections législatives françaises de 1997 se déroulent le 25 mai et le 1er juin 1997. Dans le département du Lot , deux députés sont à élire dans le cadre de deux circonscriptions.

## Élus
| Circonscription | Député sortant  | Parti | Parti | Député élu ou réélu | Parti | Parti |
| --------------- | --------------- | ----- | ----- | ------------------- | ----- | ----- |
| 1re             | Bernard Charles |       | PRS   | Bernard Charles     |       | PRS   |
| 2e              | Martin Malvy    |       | PS    | Martin Malvy        |       | PS    |

## Résultats

### Résultats à l'échelle du département
| Parti          | Parti                              | Premier tour | Premier tour | Second tour | Second tour | Sièges |
| Parti          | Parti                              | Voix         | %            | Voix        | %           | Sièges |
| -------------- | ---------------------------------- | ------------ | ------------ | ----------- | ----------- | ------ |
|                | Parti socialiste                   | 17 930       | 20,88        | 26 893      | 30,36       | 1      |
|                | Parti radical-socialiste           | 14 175       | 16,51        | 24 790      | 27,99       | 1      |
|                | Parti communiste français          | 9 929        | 11,56        |             |             | 0      |
|                | Les Verts                          | 3 142        | 3,66         | 0           |             |        |
|                | Divers gauche dont MDC             | 1 739        | 2,03         | 0           |             |        |
|                | Gauche plurielle                   | 46 915       | 54,63        | 51 683      | 58,35       | 2      |
|                |                                    |              |              |             |             |        |
|                | Rassemblement pour la République   | 12 988       | 15,13        | 17 510      | 19,77       | 0      |
|                | Union pour la démocratie française | 12 291       | 14,31        | 19 385      | 21,88       | 0      |
|                | Divers droite                      | 1 335        | 1,55         |             |             | 0      |
|                | La Droite indépendante             | 891          | 1,04         | 0           |             |        |
|                | Droite parlementaire               | 27 505       | 32,03        | 36 895      | 41,65       | 0      |
|                |                                    |              |              |             |             |        |
|                | Front national                     | 6 418        | 7,47         |             |             | 0      |
|                | Divers écologiste dont MÉI et GÉ   | 2 658        | 3,10         | 0           |             |        |
|                | Extrême gauche dont LCR et LO      | 1 778        | 2,07         | 0           |             |        |
|                | Divers                             | 596          | 0,69         | 0           |             |        |
|                |                                    |              |              |             |             |        |
| Inscrits       | Inscrits                           | 122 889      | 100,00       | 122 885     | 100,00      | 2      |
| Abstentions    | Abstentions                        | 31 148       | 25,35        | 27 247      | 22,17       |        |
| Votants        | Votants                            | 91 741       | 74,65        | 95 638      | 77,83       |        |
| Blancs et nuls | Blancs et nuls                     | 5 871        | 6,4          | 7 060       | 7,38        |        |
| Exprimés       | Exprimés                           | 85 870       | 93,6         | 88 578      | 92,62       |        |

### Résultats par circonscription

#### Première circonscription (Cahors)
| Candidat       | Candidat                      | Parti          | Premier tour | Premier tour | Second tour | Second tour |  |
| Candidat       | Candidat                      | Parti          | Voix         | %            | Voix        | %           |  |
| -------------- | ----------------------------- | -------------- | ------------ | ------------ | ----------- | ----------- |  |
|                | Bernard Charles sortant réélu | PRS (PS)       | 14 175       | 33,09        | 24 790      | 56,12       |  |
|                | Michel Roumégoux              | UDF (PPDF)     | 12 291       | 28,69        | 19 385      | 43,88       |  |
|                | Gérard Iragnes                | PCF            | 5 786        | 13,51        |             |             |  |
|                | François de Lavedan           | FN             | 3 691        | 8,62         |             |             |  |
|                | Nicolas Chambaret             | Les Verts      | 1 916        | 4,47         |             |             |  |
|                | Marcel Legrand                | MÉI            | 1 250        | 2,92         |             |             |  |
|                | Alexandre Fargnier            | GÉ             | 907          | 2,12         |             |             |  |
|                | Michel Guillaumin             | LCR            | 892          | 2,08         |             |             |  |
|                | Marguerite Fabre              | LDI (MPF)      | 891          | 2,08         |             |             |  |
|                | Michelle Calvet               | Divers droite  | 732          | 1,71         |             |             |  |
|                | Patrick Lopez                 | IR             | 301          | 0,7          |             |             |  |
|                | Michel Grinfeder              | Divers         | 9            | 0,02         |             |             |  |
|                |                               |                |              |              |             |             |  |
| Inscrits       | Inscrits                      | Inscrits       | 62 467       | 100,00       | 62 465      | 100,00      |  |
| Abstentions    | Abstentions                   | Abstentions    | 16 702       | 26,74        | 14 459      | 23,15       |  |
| Votants        | Votants                       | Votants        | 45 765       | 73,26        | 48 006      | 76,85       |  |
| Blancs et nuls | Blancs et nuls                | Blancs et nuls | 2 924        | 6,39         | 3 831       | 7,98        |  |
| Exprimés       | Exprimés                      | Exprimés       | 42 841       | 93,61        | 44 175      | 92,02       |  |

#### Deuxième circonscription (Figeac)
| Candidat       | Candidat                   | Parti          | Premier tour | Premier tour | Second tour | Second tour |  |
| Candidat       | Candidat                   | Parti          | Voix         | %            | Voix        | %           |  |
| -------------- | -------------------------- | -------------- | ------------ | ------------ | ----------- | ----------- |  |
|                | Martin Malvy sortant réélu | PS             | 17 930       | 41,67        | 26 893      | 60,57       |  |
|                | Alain Chastagnol           | RPR            | 12 988       | 30,18        | 17 510      | 39,43       |  |
|                | Bernadette Baloche         | PCF            | 4 143        | 9,63         |             |             |  |
|                | Bernard Vayssouze          | FN             | 2 727        | 6,34         |             |             |  |
|                | Philippe Issart            | Divers gauche  | 1 438        | 3,34         |             |             |  |
|                | Jean Zin                   | Les Verts      | 1 226        | 2,85         |             |             |  |
|                | Jean-Marc Isnard           | LO             | 886          | 2,06         |             |             |  |
|                | François Chabaud           | Divers droite  | 603          | 1,4          |             |             |  |
|                | Guy Maynard                | Divers         | 587          | 1,36         |             |             |  |
|                | Philippe Vilmen            | MÉI            | 501          | 1,16         |             |             |  |
|                |                            |                |              |              |             |             |  |
| Inscrits       | Inscrits                   | Inscrits       | 60 422       | 100,00       | 60 420      | 100,00      |  |
| Abstentions    | Abstentions                | Abstentions    | 14 446       | 23,91        | 12 788      | 21,17       |  |
| Votants        | Votants                    | Votants        | 45 976       | 76,09        | 47 632      | 78,83       |  |
| Blancs et nuls | Blancs et nuls             | Blancs et nuls | 2 947        | 6,41         | 3 229       | 6,78        |  |
| Exprimés       | Exprimés                   | Exprimés       | 43 029       | 93,59        | 44 403      | 93,22       |  |